# シカゴ・ロケッツ
シカゴ・ロケッツは、1946年から1949年までAAFCに所属していたアメリカン・フットボールチームである。1949年は名称変更し、「シカゴ・ホーネッツ」であった。

## 歴史
NFLの対抗団体として設立されたAAFCが8チームで設立され、その内の1つがシカゴ・ロケッツであった。オーナーは元々、MLBのシカゴ・ホワイトソックス買収を企ていたが、失敗に終わり、ちょうどその頃にAAFC設立の話が起ち上がったので、こちらに参入した。チームは、中西部・西海岸のチームで構成されたAAFC西地区に所属し、クリーブランド・ブラウンズと共に中西部を本拠地とした。
しかし、シカゴではすでに、NFLのベアーズとカージナルスが確固たる人気を誇っており、チーム経営が成功する可能性は低かった。ベアーズのスター選手との契約の話が持ち上がるなど、シカゴで一時、波乱を巻き起こしたが、最終的には契約に至らず、リーグ参加4年間のチーム成績も低迷した。1949年のオフシーズン、AAFCがNFLに吸収合併されて消滅したのに伴って、消滅した。

## シーズン成績
Note: 勝 = 勝, 敗 = 敗, 分 = 引分
| シーズン           | 勝 | 敗 | 分 | 最終順位      | プレーオフ |
| ------------------ | -- | -- | -- | ------------- | ---------- |
| シカゴ・ロケッツ   |    |    |    |               |            |
| 1946               | 5  | 6  | 3  | AAFC西地区4位 | --         |
| 1947               | 1  | 13 | 0  | AAFC西地区4位 | --         |
| 1948               | 1  | 13 | 0  | AAFC西地区4位 | --         |
| シカゴ・ホーネッツ |    |    |    |               |            |
| 1949               | 4  | 8  | 0  | AAFC6位       | --         |
| 通算               | 11 | 40 | 3  |               |            |